# 면역글로불린 D

항체 개별형에 따라 여러 항체가 모여 중합체를 형성하기도 한다.

면역글로불린 D 혹은 IgD는 항체 개별형 중 하나이다. 성숙 B 세포에서 또 다른 항체인 IgM과 함께 공동발현된다. IgD는 혈액에 존재하는 면역글로불린 중 0.25%를 차지하며, 분자량은 약 185 kDa이고 반감기는 2.8일이다. 분비된 IgD는 단량체이며, 델타(δ)형 중쇄 두 개, 경쇄 두 개로 이루어진다.

## 기능
1964년 IgD가 발견된 이래로 IgD의 기능은 정확히 밝혀지지 않았다. IgD는 (새를 제외하고)연골어류에서 사람에 이르기까지 IgD가 존재한다. 후천 면역계가 있는 다양한 종에 IgD가 존재한다는 것은 IgD가 IgM만큼 오래된 분자이며 면역학적으로 중요한 기능을 할 것임을 암시한다.
IgD는 B 세포을 활성화하는 신호를 전달한다. B 세포가 분화하는 동안 미성숙 B 세포에는 IgM만 발현된다. B 세포가 골수를 빠져나와서 말초 림프조직에서 증식할 때 IgD가 발현되기 시작한다. B 세포가 성숙 단계에 도달하면 IgM과 IgD를 공동발현한다. IgM과 IgD가 기능적으로 다른 항체인지는 정확하게 밝혀지지 않았다. IgD를 생산하지 못하도록 유전적으로 변형된 Cδ 녹아웃 생쥐도 B 세포에 특별한 결함이 없다. IgD는 알레르기 반응에서 특정한 역할을 할 수 있다.
IgD가 호염기구와 비만세포에 결합하여 항미생물 인자를 생산하도록 활성화한다는 보고가 있다. 이는 IgD를 녹아웃한 생쥐에서 말초 B 세포의 수와 혈청 IgE 농도가 감소하고 일차 IgG1 반응에 결함이 있는 것과 일치한다.

## 공동발현
사람의 중쇄 유전자좌에서, V-D-J 카세트의 3' 방향에 불변 사슬의 유전자가 있고 이에 따라 항체 개별형이 결정된다. IgM의 불변사슬인 Cμ 유전자는 V-D-J 카세트에서 3' 방향에 있고, 이어서 IgD에 대한 불변사슬 Cδ 유전자가 존재한다.
일차 면역글로불린 유전자가 발현될 때 V-D-J 카세트와 Cμ 및 Cδ 유전자, 그리고 그 사이의 인트론이 일차 mRNA로 전사된다. 이후 선택적 스플라이싱이 일어나 Cμ나 Cδ 유전자 중 하나만 들어있는 mRNA(각각 μmRNA 혹은 δmRNA)가 형성된다. 선택적 스플라이싱은 폴리아데닐화의 도움을 받아서 일어난다. 일차 mRNA는 Cμ와 Cδ 사이, 그리고 Cδ의 3' 방향 두 군데에 폴리아데닐화가 될 수 있다. Cμ와 Cδ 사이에 폴리아데닐화되면 μmRNA가 되고, Cδ의 3' 방향에 폴리아데닐화되면 Cμ가 인트론과 함께 잘려나가면서 δmRNA가 된다. 폴리아데닐화가 정확히 어떻게 일어나는지는 아직 밝혀지지 않았다.
완성된 mRNA에는 재조합된 V-D-J와 C 영역이 연속적으로 나란히 있고, μ 중쇄나 δ 중쇄 중 한 가지로만 번역된다. 중쇄는 κ나 λ 경쇄와 짝지어 최종적으로 IgM 혹은 IgD 항체가 된다.